# Tegnsætning
Tegnsætning er tegn, mere konkret skrevne symboler, der anvendes i en tekst, men som ikke svarer til fonemer (lyde) eller leksemer (ord og sætninger). De tjener kun til at tydeliggøre teksten og  tolke den.
Tegnsætningsregler er specifikke for den enkelte sætnings sprog, tidsperiode og sammenhæng. Reglerne ændrer sig konstant som sproget udvikler sig. 

## Dansk
I Danmark findes tegnsætningsreglerne i de af Dansk Sprognævn udarbejdede Retskrivningsregler.

Følgende tegn bruges i dansk tegnsætning:

- Accenttegn ( ´ ), kaldet "accent aigu"
- Anførselstegn ( » «, " " ) m.fl.[3]
- Apostrof ( ' )
- Bindestreg ( - )
- Kolon ( : )
- Komma ( , )
- Parenteser (( ) )
- Punktum ( . )
- Semikolon ( ; )
- Skråstreg ( / )
- Spørgsmålstegn ( ? )
- Tankestreg ( — )
- Udråbstegn ( !)

### Typografiske symboler
Følgende tegn anvendes også som typografiske symboler, men er ikke tegnsætningstegn:
- Asterisk ( * )
- Bundstreg ( _ )
- Dagger eller obelisk ( † ) og dobbelt dagger ( ‡ )
- Gradtegn ( ° )
- Lodret streg ( | )
- Mindre end-tegn ( < )
- Nummertegn ( # ) – også kendt som pund-tegn, hash-mærke og andre navne
- Og-tegn ( & )
- Omvendt skråstreg (Backslash) ( \ )
- Plustegn ( + ) – (var udeladt, men er ellers meget benyttet)
- Primtegn ( ′ )
- Punkt ( • )
- Snabel-a ( @ )
- Større end-tegn ( > )
- Tilde ( ~ )

Desuden findes en række andre specialtegn, der bruges i tekster til diverse formål:
- Afsnitstegn ( ¶ )
- Cirkumfleks ( ^ )
- Copyright-mærket ( © )
- Dollartegn ( $ )
- Eurosymbol ( € )
- Generisk valutategn ( ¤ )
- Paragraftegn ( § )
- Procenttegn ( % )
- Pundtegn ( £ )
- Varemærke ( ® )

I denne genre findes også accenttegn, der bruges til at skelne mellem forskellige lyd-tolkninger af sædvanligt skrevne bogstaver eller til at lægge særligt tryk på nogle stavelser.